# Sourceforge

Sourceforge logo

Sourceforge, av webbplatsen skrivet SourceForge är en samlingsplats för mjukvaruprojekt med öppen källkod.
Sourceforge erbjuder bland annat diskussionsforum, versionskontroll, lagringsplats för nedladdningsfiler, "hemsida" och hjälp sökes-annonsering. Sourceforge har även en bloggfunktion.
Idag finns flera liknande samlingsplatser och tjänster, men när sidan lanserades 1999 var det den första av sitt slag.
I maj 2013 meddelade SourceForge att de lagrade mer än 300 000 projekt och att de uppnått över tre miljoner registrerade användare.